# カトッフェルケーゼ
カトッフェルケーゼ（ドイツ語: Kartoffelkäse）は、バイエルン及びオーストリアのスプレッドである。「ジャガイモチーズ」という意味で、オーストリアでは、同じ意味を表すErdäpfelkäseと呼ばれる。材料はジャガイモ、タマネギ、サワークリームである。

## 起源
レバーケーゼと同様、その名前に反して、チーズは含まない。
元々はジャガイモの収穫のために雇われた季節労働者のために作られ、第二朝食やスナックとして牛乳、ビール、ムストとともに食べられた。ニーダーバイエルン行政管区やオーストリアの内部、西部では非常に人気があり、粉吹芋、サワークリーム、クリーム、タマネギから作られた。

## 作り方
ジャガイモを加熱してマッシュし、みじん切りのタマネギと3:1の割合で混ぜる。さらに、スプレッド状になるまでサワークリームを混ぜる。その後、食塩、コショウ、キャラウェイ、チャイブで味付けする。ニンニクやパセリを加えることもある。加熱した卵を加えるレシピもあるが、日持ちしなくなる。